# Razzie Awards 1999

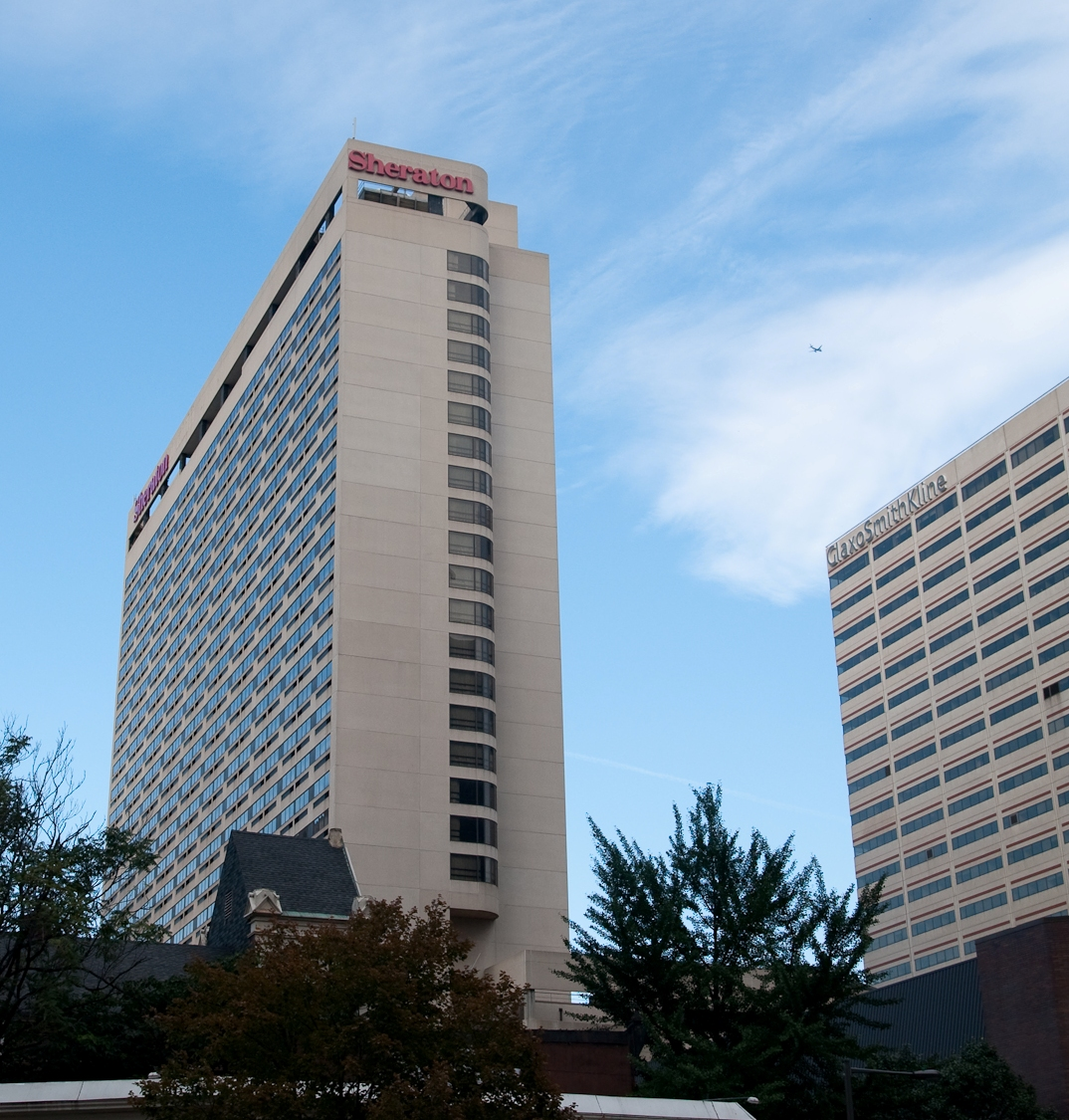
Lo Sheraton Hotel di Santa Monica, sede della ventesima edizione dei Razzie Awards

La 20ª edizione dei Razzie Awards si è svolta il 25 marzo 2000 allo Sheraton Hotel di Santa Monica, per premiare i peggiori film dell'anno 1999. Le candidature erano state annunciate alcuni mesi prima, il giorno prima delle candidature ai Premi Oscar 2000. Wild Wild West è stato il maggior vincitore del 1999, con cinque premi, incluso il peggior film.
Il film più premiato dell'anno è stato Wild Wild West, mentre i più nominati sono stati Wild Wild West, candidato a nove premi, seguito da Star Wars: Episodio I - La minaccia fantasma con sette, Big Daddy - Un papà speciale e Haunting - Presenze con cinque, e Giorni contati con tre nomination.

## Vincitori e candidati
Verranno di seguito indicati in grassetto i vincitori.
Ove ricorrente e disponibile, viene indicato il titolo in lingua italiana e quello in lingua originale tra parentesi.

### Peggior film
- Wild Wild West, regia di Barry Sonnenfeld
- Big Daddy - Un papà speciale (Big Daddy), regia di Dennis Dugan
- The Blair Witch Project - Il mistero della strega di Blair (The Blair Witch Project), regia di Daniel Myrick ed Eduardo Sánchez
- Haunting - Presenze (The Haunting), regia di Jan de Bont
- Star Wars: Episodio I - La minaccia fantasma (Star Wars Episode I: The Phantom Menace), regia di George Lucas

### Peggior attore protagonista
- Adam Sandler - Big Daddy - Un papà speciale (Big Daddy)
- Kevin Costner - Gioco d'amore (For Love of the Game), Le parole che non ti ho detto (Message in a Bottle)
- Kevin Kline - Wild Wild West
- Arnold Schwarzenegger - Giorni contati - End of Days (End of Days)
- Robin Williams - L'uomo bicentenario (Bicentennial Man), Jakob il bugiardo (Jakob the Liar)

### Peggior attrice protagonista
- Heather Donahue - The Blair Witch Project - Il mistero della strega di Blair (The Blair Witch Project)
- Melanie Griffith - Pazzi in Alabama (Crazy in Alabama)
- Milla Jovovich - Giovanna d'Arco (The Messenger: The Story of Joan of Arc)
- Sharon Stone - Gloria
- Catherine Zeta-Jones - Entrapment, Haunting - Presenze (The Haunting)

### Peggior attore non protagonista
- Jar Jar Binks, voce di Ahmed Best - Star Wars: Episodio I - La minaccia fantasma (Star Wars: Episode I - The Phantom Menace)
- Kenneth Branagh - Wild Wild West
- Gabriel Byrne - Giorni contati - End of Days (End of Days), Stigmate (Stigmata)
- Jake Lloyd - Star Wars: Episodio I - La minaccia fantasma (Star Wars: Episode I - The Phantom Menace)
- Rob Schneider - Big Daddy - Un papà speciale (Big Daddy)

### Peggior attrice non protagonista
- Denise Richards - Il mondo non basta (The World Is Not Enough)
- Sofia Coppola - Star Wars: Episodio I - La minaccia fantasma (Star Wars Episode I: The Phantom Menace)
- Salma Hayek - Dogma e Wild Wild West
- Kevin Kline - Wild Wild West
- Juliette Lewis - Un amore speciale (The Other Sister)

### Peggior regista
- Barry Sonnenfeld - Wild Wild West
- Jan de Bont - Haunting - Presenze (The Haunting)
- Dennis Dugan - Big Daddy - Un papà speciale (Big Daddy)
- Peter Hyams - Giorni contati - End of Days (End of Days)
- George Lucas - Star Wars: Episodio I - La minaccia fantasma (Star Wars Episode I: The Phantom Menace)

### Peggior sceneggiatura
- Wild Wild West, storia di Jim e John Thomas, sceneggiatura di S.S. Wilson, Brent Maddock, Jeffrey Price e Peter S. Seaman, basata sulla serie televisiva creata da Michael Garrison
- Big Daddy - Un papà speciale (Big Daddy) - sceneggiatura di Steve Franks, Tim Herlihy e Adam Sandler
- Haunting - Presenze (The Haunting) - sceneggiatura di David Self
- Gli infiltrati (The Mod Squad) - sceneggiatura di Stephen T. Kay & Scott Silver e Kate Lanier, basata sulla serie televisiva creata da Bud Ruskin
- Star Wars: Episodio I - La minaccia fantasma (Star Wars: Episode I - The Phantom Menace) - scritto da George Lucas

### Peggior coppia
- Kevin Kline e Will Smith - Wild Wild West
- Pierce Brosnan e Denise Richards - Il mondo non basta (The World Is Not Enough)
- Sean Connery e Catherine Zeta-Jones - Entrapment
- Jake Lloyd e Natalie Portman - Star Wars: Episodio I - La minaccia fantasma (Star Wars Episode I: The Phantom Menace)
- Lili Taylor e Catherine Zeta-Jones - Haunting - Presenze (The Haunting)

### Peggior canzone originale
- Wild Wild West da Wild Wild West, musica e testo di Stevie Wonder, Kool Mo Dee e Will Smith

### Peggior film del decennio
- Showgirls di Paul Verhoeven (1995)
- Hollywood brucia (An Alan Smithee Film: Burn Hollywood Burn) di Alan Smithee (1997)
- Hudson Hawk - Il mago del furto (Hudson Hawk) di Michael Lehmann (1991)
- L'uomo del giorno dopo (The Postman) di Kevin Costner (1997)
- Striptease di Andrew Bergman (1996)

### Peggior attore del secolo
- Sylvester Stallone - "per il 99,5% di tutto ciò che abbia mai fatto"
- Kevin Costner - Robin Hood - Principe dei ladri (Robin Hood: Prince of Thieves) (1991), Wyatt Earp (1994), Waterworld (1995), L'uomo del giorno dopo (The Postman) (1997), eccetera
- Prince - Under the Cherry Moon (1986), Graffiti Bridge (1990), eccetera
- William Shatner - "per tutti i film di Star Trek in cui abbia recitato"
- Pauly Shore - Il mio amico scongelato (Encino Man) (1992), Un lavoro da giurato (Jury Duty) (1995), Tonto + tonto (Bio-Dome) (1996), eccetera

### Peggior attrice del secolo
- Madonna Shanghai Surprise (1986), Who's That Girl (1987), Body of Evidence - Corpo del reato (Body of Evidence) (1993), eccetera
- Elizabeth Berkley - Showgirls (1995)
- Bo Derek - Tarzan, l'uomo scimmia (Tarzan, the Ape Man) (1981), Bolero Extasy (Bolero) (1984), I fantasmi non possono farlo (Ghosts Can't Do It) (1990), eccetera
- Brooke Shields - Laguna blu (The Blue Lagoon) (1980), Amore senza fine (Endless Love) (1981), Sahara (1983), La corsa più pazza del mondo 2 (Speed Zone!) (1989), eccetera
- Pia Zadora - Butterfly - Il sapore del peccato (Butterfly) (1982), La truffa (Fake-Out) (1982), Il prezzo del successo (The Lonely Lady) (1983), Rock Aliens (Voyage of the Rock Aliens) (1987), eccetera

### Peggior esordiente del decennio
- Pauly Shore - Il mio amico scongelato (Encino Man) (1992), Un lavoro da giurato (Jury Duty) (1995), Tonto + tonto (Bio-Dome) (1996), eccetera
- Elizabeth Berkley - Showgirls (1995)
- Jar Jar Binks (doppiato da Ahmed Best) per Star Wars: Episodio I - La minaccia fantasma (Star Wars Episode I: The Phantom Menace) (1999)
- Sofia Coppola - Il padrino - Parte III (The Godfather Part III) (1990) e Star Wars: Episodio I - La minaccia fantasma (Star Wars Episode I: The Phantom Menace) (1999)
- Dennis Rodman - Double Team - Gioco di squadra (Double Team) (1997) e Super agente speciale (Simon Sez) (1999)

## Statistiche vittorie/candidature
Premi vinti/candidature:
- 5/9 - Wild Wild West
- 1/7 - Star Wars: Episodio I - La minaccia fantasma (Star Wars Episode I: The Phantom Menace)
- 1/5 - Big Daddy - Un papà speciale (Big Daddy)
- 1/2 - The Blair Witch Project - Il mistero della strega di Blair (The Blair Witch Project)
- 1/2 - Il mondo non basta (The World Is Not Enough)
- 0/5 - Haunting - Presenze (The Haunting)
- 0/3 - Giorni contati - End of Days (End of Days)
- 0/2 - Entrapment
- 0/1 - Gioco d'amore (For Love of the Game)
- 0/1 - Le parole che non ti ho detto (Message in a Bottle)
- 0/1 - L'uomo bicentenario (Bicentennial Man)
- 0/1 - Jakob il bugiardo (Jakob the Liar)
- 0/1 - Pazzi in Alabama (Crazy in Alabama)
- 0/1 - Giovanna d'Arco (The Messenger: The Story of Joan of Arc)
- 0/1 - Gloria
- 0/1 - Stigmate (Stigmata)
- 0/1 - Dogma
- 0/1 - Un amore speciale (The Other Sister)
- 0/1 - Gli infiltrati (The Mod Squad)